# Dodson, Texas
Dodson är en ort i Collingsworth County i delstaten Texas, USA.